# Tomas Ohlin
Tomas Ohlin, född den 20 augusti 1934 i Stockholm, är en svensk forskare och utredare inom informationsteknologi (IT). Han var en pionjär inom IT-området i Sverige. 

## Biografi
Ohlin föddes in i en politiskt engagerad familj. Han är son till folkpartiledaren Bertil Ohlin samt bror till den folkpartistiska finansministern Anne Wibble,  men han har kommenterat att han som ung ville gå sin egen väg och valde därför bort en politisk karriär.
Han är utbildad vid Kungliga Tekniska högskolan (KTH) och Stockholms universitet, och var en av de första akademiska lärarna där, när ämnet Informationsbehandling - Administrativ Databehandling skapades på 1960-talet. Han var aktiv författare och medarbetare när Stockholms universitet 2006 gav ut sin jubileumsbok ”ICT for people – 40 years of academic development in Stockholm”.
Ohlin har undervisat vid flera universitet i Sverige, och har bedrivit forskning rörande tidiga datanät, vid tiden före internet. Han har beskrivit den nätutvecklingen i boken Videotex 1986. I början av 1970-talet fick han kännedom om att den engelske teleingenjören Samuel Fedida lyckats koppla ihop TV med telefon. Detta gav upphov till att han 1971 publicerade en artikel i Svenska Dagbladet med rubriken "Närdemokrati i dataåldern". I artikeln beskrev Ohlin ett system av ”mer eller mindre centralt belägna datorer i direktkontakt med datainsamlande apparatur”, som han spådde skulle komma att finnas i varje hem. Ohlin trodde att apparaterna skulle komma att användas av banker och resebolag och skulle framförallt bli intressant ur ett demokratiskt perspektiv. Artikeln kom att peka ut riktningen för Ohlins framtida arbetsliv.
Tomas Ohlin var avdelningsdirektör, verksam med forskningsplanering rörande informationssystem, vid Styrelsen för teknisk utveckling på 1970-talet. Han blev, tillsammans med professor Bertil Thorngren, 1976 initiativtagare till projektet TERESE (Telekommunikation och regional utveckling). I projektet studerades hur ny teknik skulle kunna utnyttjas till samhällstjänster, som deklarationer eller läkarbesök på distans. Som en följd av detta åkte Ohlin till Kalifornien för en studieresa. Där hade Institute for the Future utvecklat systemet Planet, som kan beskrivas som det första sociala mediet. Planet vidareutvecklades sedan till Forum. Ohlins team fick köpa systemet för 10 000 dollar och installerade en anpassade variant av det på QZ. De kopplade upp den mot en kvartett av samhällen omkring Luleå och organiserade ett antal förevisningar av möjligheter till sociala teletjänster. Forum Planet blev starten för ett viktigt skede i den svenska internethistorien och Ohlin kom att bli inblandad i tillkomsten av KOM-systemet, som skapades av Jacob Palme och Torgny Tholerus 1978. Tillsammans med dem anses Ohlin ha varit svensk pionjär för tanken på datorn som medium för utbyte av information och tankar.
Han arbetade under 19080-talet med tjänster för Videotex, ett projekt för att i Sverige skapa ett nät liknande det banbrytande Minitel-systemet i Frankrike. I Sverige lanserades senare TeleGuide, som en ersättare till Videotex och Ohlins roll där var att utveckla offentliga tjänster, och försökte få fram en konsumentupplysning.
Ohlin har varit verksam med analys av både privata och offentliga informationssystem. Han har kritiserat monopoltendenser av olika slag, och främjat konsumentupplysning i informationssamhället.[källa behövs] Hans intresse har allt mer kommit att röra det sociala samhället. Han har deltagit i många offentliga kommittéer och utredningar, så till exempel var han kanslichef och huvudsekreterare för regeringens första IT-kommission med start 1994 (i vilken statsministern var ordförande). Han har publicerat många beskrivande och debatterande tidningsartiklar och rapporter rörande informationssamhällets utveckling. Ohlin är liberal, och var under 1970- och 1980-talen Folkpartiets expert i IT-frågor.[källa behövs]
År 1996 var han en av skaparna av Seniornet Sweden, och var dess ordförande 2001–2003. Ohlin var adjungerad professor i Informationssystem vid Linköpings universitet 1999–2001.
Ohlin är den som i egenskap av expert deltagit i flest vittnesseminarier i det IT-historiska projekt som Tekniska museet, Dataföreningen och KTH arrangerade 2006–2009.[källa behövs] Han har fortsatt intresset för demokratiska system i informationssamhället, bland annat rörande samråd och elektroniska val. 
År 2008–2009 var han verksam inom Integrations- och jämställdhetsdepartementet, för utveckling av politik för insyn och demokratiskt medborgarinflytande. Ohlins samtliga publikationer finns tillgängliga digitalt.
Han har deltagit i flera internationella nätverk rörande samrådsdemokrati i informationssamhället, och i många ämneskonferenser rörande informationssamhällets utveckling. 
Sedan 1990 är han ordförande i Balalajkaorkestern Kazbek. Han var 2004–2009 och 2011–2012 ordförande i Samfundet Visans Vänner.

## Familj
Ohlin är gift med fil. dr Eva Lindencrona,  Han har fem barn.